# Гончаров, Николай Артёмович
Николай Артёмович Гончаров (1924—1945) — красноармеец Рабоче-крестьянской Красной Армии, участник Великой Отечественной войны, Герой Советского Союза (1943).

## Биография
Николай Гончаров родился 30 ноября 1924 года в селе Никольское Славянского района в крестьянской семье. Окончил четыре класса школы. В мае 1943 года Гончаров был призван на службу в Рабоче-крестьянскую Красную Армию и направлен на фронт Великой Отечественной войны. Был пулемётчиком 178-й танковой бригады 10-го танкового корпуса 40-й армии Воронежского фронта. Отличился во время битвы за Днепр.
В ночь с 23 на 24 сентября 1943 года Гончаров переправился через Днепр в районе хутора Монастырёк к югу от Киева. Захватив плацдарм, он принял активное участие в отражении пяти вражеских контратак, уничтожив несколько десятков солдат и офицеров противника.
Указом Президиума Верховного Совета СССР от 23 октября 1943 года за «образцовое выполнение боевых заданий командования на фронте борьбы с немецкими захватчиками и проявленные при этом мужество и героизм» красноармеец Николай Гончаров был удостоен высокого звания Героя Советского Союза. Получить орден Ленина и медаль «Золотая Звезда» он не успел, так как 23 января 1945 года погиб в бою. Навечно зачислен в списки своей части. Был также награждён орденами Отечественной войны 1-й степени и Красной Звезды.